# Новодворский, Францишек
Франц Иосифович Новодворский вариант имени и отчества Францишек Юзефович (7 апреля 1859, Калвария, Сувалкская губерния (ныне Мариямпольский уезд Литвы) — 3 августа 1924, Секурско) — адвокат, депутат Государственной думы Российской империи I и II созывов, в 1922—1924 годах первый председатель Верховного суда и председатель Трибунала Польской Республики, политик, журналист, общественный деятель.

## Биография
Сын Иосифа Новодворского, сотрудника суда в Калварии, а позже судьи в Плоцке, дворянин. В 1876 окончил гимназию в Плоцке с золотой медалью. Затем учился на юридическом факультете Императорского Варшавского университета, который закончил в 1880 году, а в 1884 получил звание кандидата права, но из-за трудностей для поляков получения статуса судьи в Царстве Польском принял решение стать адвокатом. В 1880—1885 стажер Варшавского окружного суда. В 1885 году приведен к присяге в Варшаве и c 1885 по 1918 присяжный поверенный Варшавского окружного суда. В 1885 году вместе с другими адвокатами, был назначен на защиту активистов партии «Пролетариат», в том числе её основателя Людвига Варынского. Защищал членов Национально-демократической партии и Национального рабочего союза.
Новодворский был выдающимся защитником в уголовных делах, но специализировался он на защите в политических процессах. Как адвокату, ему была свойственна исключительная обязательность в ведении дела. В 1913 году во время процесса над членами Национального союза рабочих Новодворский был серьезно болен, настолько, что на заседание суда его принесли на носилках, и свою речь защитника он произнес, стоя на коленях на скамейке адвоката.
В студенческие годы он был судебным репортером «Варшавского курьера», а с 1897—1899 годах возглавлял эту газету. Поэт. Ряд его стихотворений напечатан в ведущих польских журналах. Основал «Кассу взаимопомощи литераторов». Автор труда о ростовщичестве. Печатался в ведущих общественно-политических и юридических изданиях Варшавы. Входил в редакцию Большой иллюстрированной и Сельскохозяйственной энциклопедий.
Новодворский был арестован, так как при обыске в его квартире были обнаружены документы политического содержания, и заключен в X павильон Варшавской цитадели, позже он был переведён в Санкт-Петербургский дом предварительного заключения, спустя несколько месяцев приговорили к трем годам ссылки в Одессу. Столь мягкое наказание заслуга влиятельных друзей Новодворского и результат его высоких профессиональных качеств, как юриста. Из-за ухудшения здоровья ему сократили срок ссылки до двух лет. Он вернулся на родину, но только в мае 1903 года после отмены запрета на проживание в Царстве Польском смог начать юридическую практику в Варшаве.
Состоял в Национально-демократической партии Польши. Во время Революции 1905—1907 участвовал в создании Союза польских адвокатов, вошел в его руководство. Участник 2-го земского съезда в Москве, на котором выступал за предоставление автономии Царству Польскому. Поддерживал идею полонизации школьной системы в Царстве Польском. Недвижимости не имел.
20 апреля 1906 избран в Государственную думу I созыва от съезда городских избирателей Варшавы. Входил в группу автономистов и один из лидеров Польского коло. Член Комиссии о неприкосновенности личности. 23 апреля 1906 подписал заявление 27 членов Государственной Думы от Царства Польского об отношении его к Российской империи по прежнему законодательству и по Основным государственным законам. Польское коло доверяло ему важнейшие выступления на пленарных заседаниях. Выступал в Думе по вопросам политической амнистии, о неприкосновенности личности, о собраниях, об отмене смертной казни, а также о военном положении в Царстве Польском. Сторонник сотрудничества с конституционными-демократами в вопросе автономии Царства Польского. Представлял Польское коло на выездном думском заседании в Выборге, однако Выборгское воззвание не подписал.
14 февраля 1907 избран в Государственную думу II созыва от съезда городских избирателей. Входил в Польское коло. Член редакционной комиссии, секретарь комиссии о неприкосновенности личности. Выступал по вопросам об отмене военно-полевых судов и о Наказе. Вместе с Генрихом Коницем и Яном Стецким разработал план предоставления автономии Царству Польскому. Этот проект, по образцу автономии Галиции, предусматривал возвращение на должность губернатора, воссоздание польского сейма, создание отдельного казначейства и судебных органов. 19 апреля 1907 года проект был подписан 46 польскими депутатами. Но столь далеко идущие планы были неприемлемы для русского правительства, и поэтому развития проект не получил.
После роспуска Думы вернулся к общественной и хозяйственной деятельности. Вошел в руководство Польской школы «Матица» («Отчизна»). Летом 1908 выступил против неославянских взглядов Романа Дмовского. Был членом Общества поощрения художеств, Польского общества гигиены и других.
В 1914 году один из председателей съезда Польской адвокатуры во Львове.
После начала Первой мировой войны, в 1914—1917 годы был членом Гражданского комитета в Варшаве, Центрального гражданского комитета в Варшаве и Польского национального комитета. В это время занимал пророссийскую позицию. Поддержал декларацию великого князя Николая Николаевича о польской автономии. В августе 1915 года после оккупации Царства Польского германо-австрийскими войсками выехал в Петроград. Там он принимал участие в организации поддержки польских беженцев, в деятельности Центрального гражданского комитета и Национального польского комитета.
После Февральской революции входил в состав Ликвидационной комиссии по правам Царства Польского и выступал за сохранение Холмской области в границах будущего польского государства.
В независимой Польше занимал ряд руководящих постов в судебной системе страны — председатель Верховного суда и президент Государственного трибунала (1922).
В 1918 году он отказался от своей карьеры адвоката по политическим делам и 1 октября был назначен председателем уголовной палаты Верховного суда.
С 1919 года он был членом Польской комиссии по кодификации, возглавлял отдел уголовного правосудия, а также являлся вице-президентом факультета Уголовно-процессуального кодекса.
С 1 марта 1922 года он был назначен первым председателем Верховного суда, и в силу осуществления этой должности он занимал также пост председателя Трибунала.
В течение этого времени он также занимал должность президента Польской ассоциации уголовного законодательства и был председателем редакционной коллегии «Обзора польских гражданских и уголовных законов». Он был также почетным членом Института Belge de Droit Comparé (Сравнительное правоведение), а в 1924 году, незадолго перед смертью Новодворский был избран вице-президентом Международной ассоциации уголовного права в Париже.
Умер от сердечного приступа 7 августа 1924 года. Его прах покоится в некрополе Повонзки.
В 1929 году была создана организация, названная в его честь. Целью её является развитие юридической науки и, в том числе и забота о правовой точности и ясности польского юридического языка.

## Сочинения
- Польское коло в Первой Российской Государственной Думе: Депутатский отчет Фр. Новодворского и Вл. Тышкевича. Варшава, 1907.